# Charles Herbert Sheffield (1er baronnet)
Sir Charles Herbert Sheffield, 1er baronnet (vers 1706-1774) de Normanby, Lincolnshire, en Angleterre, est le fils illégitime de John Sheffield, 1er duc de Buckingham et Normanby, premier des baronnets de Sheffield, et le propriétaire du Palais de Buckingham (connu alors sous le nom de Buckingham House) qui le vend au roi George III.

## Biographie
Sheffield, baptisé Charles Herbert, est le fils illégitime de John Sheffield, premier duc de Buckingham et Normanby, et de Frances Stewart qui est, à l'époque ou après, l'épouse de l'hon. Oliver Lambart, fils cadet de Charles Lambart, 3e comte de Cavan .
Il est probablement né vers 1706, lorsque sa mère qui a 22 ans, est "sous la tutelle de Mgr Brezy, à Utretcht", en août 1716, et prend le nom de Sheffield au lieu de Herbert,. À la mort, le 30 octobre 1735, de Edmund Sheffield (2e duc de Buckingham et Normanby) (âgé de 19 ans), il hérite de propriétés considérables dans le Lincolnshire et ailleurs et est créé baronnet le 1er mars 1755. Il est décédé le 5 septembre 1774.

## Famille
Le 25 avril 1741, il épouse Margaret Diana, fille du général Joseph Sabine (général) (en), ancien gouverneur de Gand et de Gibraltar. Elle meurt le 7 janvier 1762 au Palais de Buckingham, à St James's Park, que son mari vend peu après pour 21 000 £ au roi George III .